# Ángel Calvo Olascoaga
Ángel Calvo Olascoaga (Barakaldo, País Basc, 1 de març de 1919 - Barakaldo, 9 d'agost de 1990), va ser un jugador basc de futbol, que va destacar com a davanter per la seva eficiència golejadora i la seva entrega.

## Trajectòria
Nascut a Barakaldo, va fitxar pel RCD Espanyol l'any 1944, on hi va restar 7 temporades. Tot i no destacar massa per la seva tècnica, va esdevenir un gran golejador per la seva lluita constant i la seva entrega. Va convertir-se, amb 69 gols a Primer divisió, en el màxim golejador de la història del club, fins a ser superat per Julià Arcas primer, per Rafael Marañón després, i finalment per Raúl Tamudo.